# Музей геології і корисних копалин Республіки Башкортостан
Музей геології і корисних копалин Республіки Башкортостан — науково-просвітницький та навчально-геологічний центр Республіки Башкортостан.

## Історія
Музей геології і корисних копалин Республіки Башкортостан створений у 1934 році при Башкирському геологорозвідувальному тресті. Метою створення музею було збереження зразків гірських порід, руд і мінералів, знайдених на території Башкортостану.
У 1981 році музею передано приміщення в центрі міста Уфа по вул. Леніна, 47. 
У 1999 році музей отримав статус музею з геології та корисних копалин Республіки Башкортостан при Управлінні по геології і використанню надр Республіки Башкортостан. 

## Фонди музею
В даний час в музеї виставлено більше 3000 зразків гірських порід, корисних копалин, мінералів, скам'янілих решток фауни і флори.
Виставлені зразки мідноколчеданних і золото-сульфідних руд Башкирського Зауралля, флюорити Суранського родовища, зразки яшм Маломуйнакського і жильного кварцу Новотроїцького родовищ, великий зразок селлаїта – магнезіального різновиду плавикового шпату.
Серед експонатів музею - різновиди природних каменів габро, діабазів і мармурованних вапняків.
Загальна кількість експонатів музею - близько 5,5 тисяч, площа музею - близько 300 кв. м.
У музеї 3 зали: 
- регіональної та історичної геології, в якому представлені розрізи порід верхнього докембрію, рифейські породи гірського Уралу.
- корисних копалин
- кольорових каменів і мінералів з геолого-структурною картою Республіки Башкортостан, створеної з декоративного каміння, що зустрічаються в Республіці.

У створенні музею великий внесок внесли геологи і вчені Ф.Ф. Чебаєвський, В.К. Яшнева, Р.Г. Орлова, Г.Ш. Жданов, та ін. 
Підтримку музею надавали начальник Башкирського територіального геологічного управління Латиш В.М., генеральний директор ВГО «Башкиргеология» Попов В.М., голова Держкомгеології Республіки Башкортостан Магадєєв Б.Д., начальник Управління з надрокористування по Республіці Башкортостан Хамітов Р.А., міністр природокористування та екології Республіки Башкортостан Шаяхметов І.А.